# Каміль Луазо
Каміль Бланш Луазо Шадаль (фр. Camille Blanche Loiseau Chadal; 13 лютого 1892, Париж, Франція — 12 серпня 2006, Вільжуїф, Франція) — французька супердовгожителька, вік якої було підтверджено Групою геронтологічних досліджень (GRG). Вона була найстарішою нині живою людиною у Франції більше року — з 26 березня 2005 року, після смерті Анн Пріму, до своєї смерті у віці 114 років і 180 днів. 28 грудня 2005 року, після смерті італійки Вірджинії Дігеро-Золецці вона була визнана найстарішою людиною в Європі. З 16 лютого 2006 року, після смерті американки С'юзі Ґібсон, Каміль Луазо була п'ятою найстарішою людиною в світі.. Померла у віці 114 років 180 днів.

## Життєпис
Каміль Луазо народилася 13 лютого 1892 року в Парижі, Франція. Вона ніколи не залишала міста, аж до її госпіталізації у 1998 році після падіння. Каміль була наймолодшою з дев'яти дітей у сім'ї — чотирьох хлопчиків і п'яти дівчаток. 13 серпня 1910 року вона вийшла заміж за Рене Фредеріка Шадаля. Їхній шлюб тривав лише 15 днів. Як це доволі часто трапляється у Франції, Каміль Луазо вирішила не використовувати прізвище свого чоловіка. У неї ніколи не було дітей.
Вона працювала бухгалтером у взуттєвому магазині, і мала право на безкоштовну пару взуття на рік. Також Каміль розповідала, що працювала в «Magasins Réunis», де брала участь у конкурсах краси, організованих для персоналу. Вона вийшла на пенсію в 1957 році.
Каміль Луазо відсвяткувала свій останній день народження «з невеликим шампанським». Вона померла 12 серпня 2006 року в «Hopital Paul-Brousse» у місті Вільжуїф, що за 8 км на південь від Парижа, у віці 114 років і 180 днів.